# Рождение богов. Тутанкамон на Крите
«Рождение богов. Тутанкамон на Крите» — роман русского писателя и религиозного философа Дмитрия Мережковского, написанный им в эмиграции. Впервые опубликован в журнале «Современные записки» (1924), затем издан в Праге (1925). В последующие несколько лет роман был переведён на основные европейские языки. Является первой частью «восточной дилогии» (второй роман «Мессия» издан в 1928 году).

## Сюжет
Действие романа происходит на древнем минойском Крите, куда отправлен послом Тутанкамон, зять фараона Ахенатона. Жители острова исповедуют культ агрессивного звероподобного божества, которому приносятся человеческие жертвы. Главная героиня произведения, юная жрица Дио, которая сомневается в вере предков и приходит к мысли о приходе нового Бога, представлена писателем как предшественница христиан. Влюблённый в похожую на мальчика Дио, которой около 15 лет,  вавилонский купец Таммузадад не может добиться от неё ответного внимания. Он соглашается на предложение устроить убийство подруги Дио — девочки по имени Эойя, считая, что взаимная любовь двух девушек стоит у него на пути. В финале романа Таммузадад жертвует своей жизнью и добровольно погибает на костре, чтобы спасти Дио от казни.

## Критика
Критика отмечала: «…новый роман Мережковского отличается обычными качествами и недостатками этого крупного писателя. <…> Удивляешься дару исторического проникновения, пластичности описаний, прекрасному языку, но коробит желание писателя подогнать историю к предвзятой религиозной идее», «[в романе] завязывается трагическая коллизия, являющаяся основною темою творчества Д. С. Мережковского — борьба Христа и Антихриста… <…> Тема „Тутанкамона“ именно „рождение богов“ — выделение из космической религии — истины о Боге-Жертве, Боге-Искупителе, пророческой мечты о Христе… <…> Раскол, прорыв благополучно утвержденного религиозного сознания критян — основная мысль Мережковского».